# Необхідність
Необхідність — система зв'язків і відносин, що зумовлює зміну, поступальний рух, розвиток у жорстко визначеному напрямку з жорстко визначеними результатами. Іншими словами, необхідність — це такий зв'язок, що обов'язково призводить до певної події.

## Категорії необхідності
Виділяють різні види необхідності:
- Логічна (формальна) необхідність — судження, протилежне якому завжди буде хибним.
- Реальна (фізична) необхідність — фактична зумовленість явища певними обставинами.
- Моральна необхідність — зобов'язання поведінки, чинності етичних, моральних, релігійних та інших переконань.